# Andraž Kirm
Andraž Kirm (Ljubljana, 1984. szeptember 6. –) szlovén válogatott labdarúgó.

## Pályafutása

### A válogatottban
2007 és 2016 között 71 alkalommal szerepelt a szlovén válogatottban és 6 gólt szerzett. Részt vett a 2010-es világbajnokságon.

## Sikerei, díjai
Domžale
- Szlovén bajnok (2): 2006–07, 2007–08
- Szlovén szuperkupa (1): 2007

Wisła Kraków
- Lengyel bajnok (1): 2010–11